# Kołomna

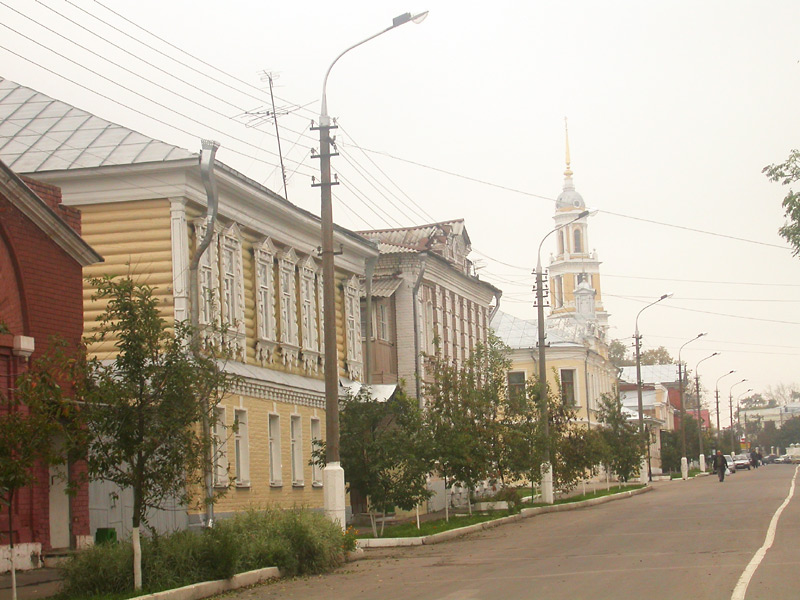
Historyczne centrum Kołomny

Kołomna (ros. Коломна) – miasto w Rosji, w obwodzie moskiewskim, nad Oką, przy ujściu rzeki Moskwa. Zamieszkuje je ok. 140 tys. mieszkańców.
Jest ośrodkiem przemysłu środków transportu, maszynowego, materiałów budowlanych oraz spożywczego. W mieście znajduje się węzeł komunikacyjny, port rzeczny. Liczący się ośrodek przemysłu maszynowego (produkcja silników Diesla, obrabiarek, lokomotyw). W obrębie miasta zlokalizowanych jest 5 stacji kolejowych: Kołomna, Gołutwin, Szurowo, Boczmanowo i Plac 6.
W Kołomnie jest kilka wyższych uczelni m.in. wyższa szkoła pedagogiczna.
Zabytki: kreml z soborem Zaśnięcia Matki Bożej z XVII w., monastyry: Starogołutwiński Monaster Objawienia Pańskiego (XIV, XVII w.) i monaster Narodzenia Matki Bożej we wsi Staroje Bobreniewo k. Kołomny (XVI w.), cerkwie z XVI-XIX w. i zabytkowe domy mieszkalne z XVII i XIX w. Prawa miejskie od 1781.
W 2007 oddano do użytku jeden z najnowocześniejszych w Europie kryty tor łyżwiarski, na którym w styczniu 2008 odbyły się mistrzostwa Europy, a kilka lat później – Mistrzostwa Świata w Łyżwiarstwie Szybkim na Dystansach 2016.

W mieście znajduje się również ośrodek sportów spadochronowych.

## Miasta partnerskie
- Mołodeczno, Białoruś
- Bauska, Łotwa
- Raleigh, Stany Zjednoczone
- Moskwa, Rosja